# 禁水性物質
禁水性物質（きんすいせいぶっしつ）は、水との接触により発火や発熱、可燃性ガスの発生など、従前より危険な状態になる性質を持つ物質である。日本の消防法では自然発火性物質とともに第3類危険物に区分される。

## 特性
金属カリウムは水と激しく反応し水素を生じる。これは発熱反応であり、水素が自然発火するために十分な発熱量が発生する。炭化カルシウムは水との反応で爆発性のアセチレンを生じる。殺鼠剤として使われるリン化亜鉛やリン化カルシウムが水との反応で生じるホスフィン（リン化水素）は常温で自然発火するとともに強い毒性も持つ。
金属カリウムや金属ナトリウムは水や空気との接触を避けるため、鉱油中で保管する。黄りんは自然発火を防ぐため水中で保管される。このため、同じ第3類危険物である黄りんと禁水性物質を同一の貯蔵所で保管することはできない。
火災時には水を用いた消火方法を取れないため、乾燥砂やバーミキュライト、パーライトを用いた窒息消火、炭酸水素塩等の粉末消火剤が使用される。同様に、水での消火が不能な物質には第1類危険物の無機過酸化物、第2類危険物の金属粉やマグネシウムなどがある。第3類危険物のうち、黄りんに限っては注水消火が可能である。アルキルアルミニウムは水との反応により可燃性ガスが生じ、爆発的な反応を起こす物質であるが、アメリカの化学メーカーの研究では微細な粒径の水をミスト散布することにより比較的穏やかに水と反応させ、消火する方法を確立した。
酸化カルシウム（生石灰）は1989年の消防法改正で第3類危険物からは除外されたが、水との反応で発熱する。この性質を応用し、駅弁や燻蒸式殺虫剤の発熱材として使用される。

## 法規制

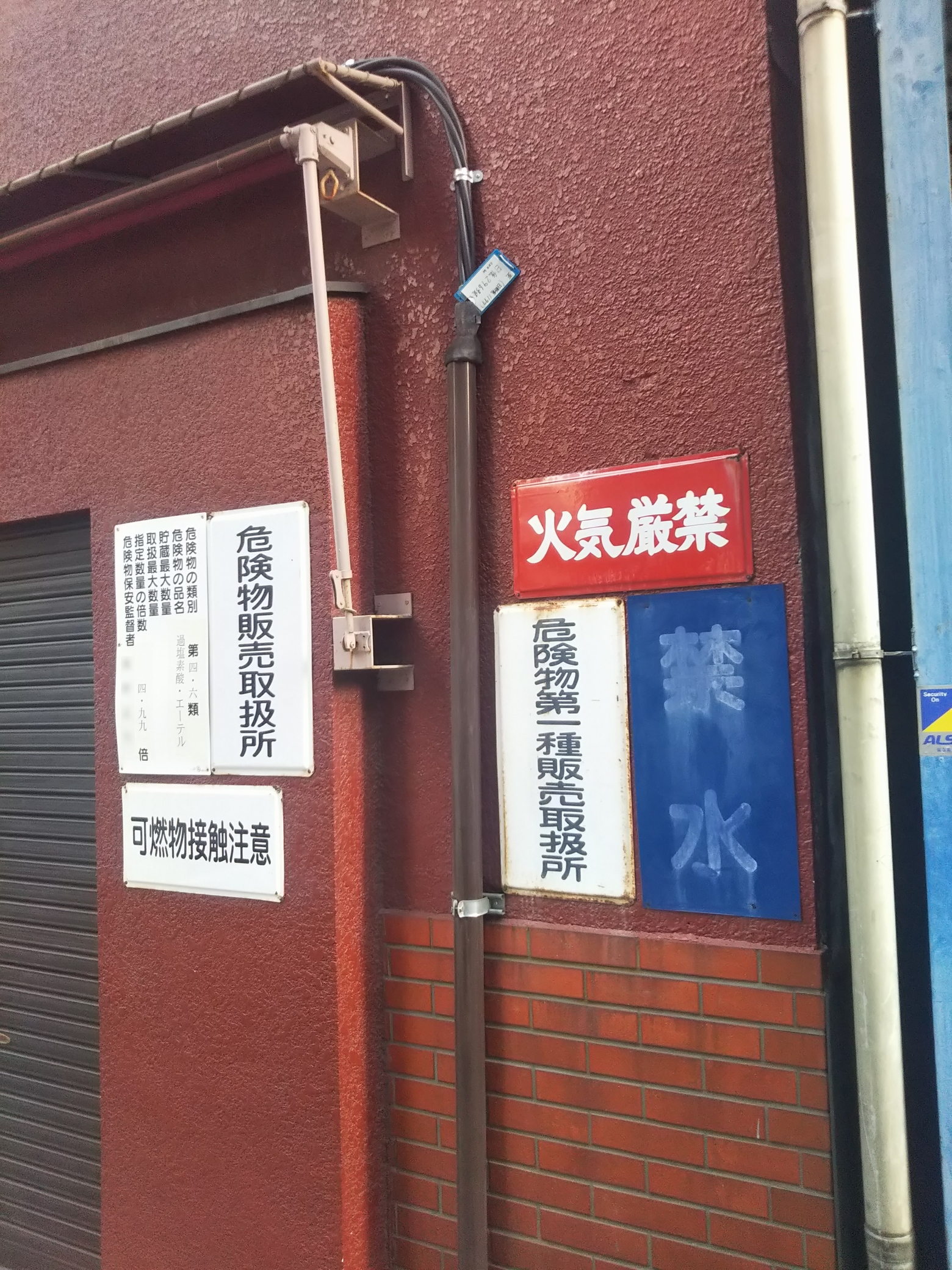
禁水性物質を含む危険物販売取扱所の標識。東京都にて。

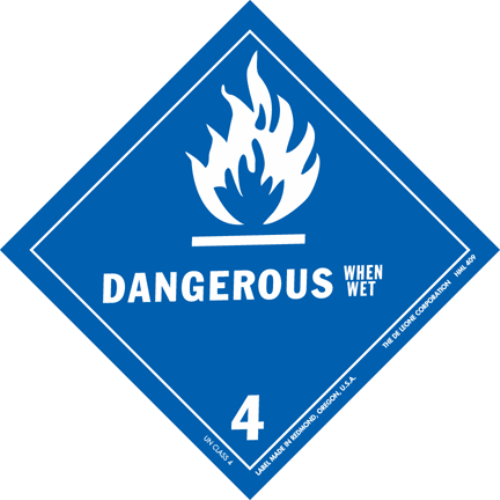
アメリカ合衆国運輸省で使用するHAZMAT Class 4-3の表示

消防法別表第一には、「第三類 自然発火性物質及び禁水性物質」として下記の物質が掲載されている。
1. カリウム
2. ナトリウム
3. アルキルアルミニウム
4. アルキルリチウム
5. 黄りん[注 1]
6. アルカリ金属（カリウム及びナトリウムを除く）及びアルカリ土類金属 - リチウム[注 2]、カルシウム、バリウムなど
7. 有機金属化合物（アルキルアルミニウム及びアルキルリチウムを除く） - ジエチル亜鉛など
8. 金属の水素化物 - 水素化ナトリウム、水素化リチウムなど
9. 金属のリン化物 - リン化カルシウムなど
10. カルシウム又はアルミニウムの炭化物 - 炭化カルシウム、炭化アルミニウム
11. その他のもので政令で定めるもの - トリクロロシランやジクロロメチルシランなどの塩素化けい素化合物
12. 前各号に掲げるもののいずれかを含有するもの

上記の別表第一のうち6以降は「自然発火性試験」および「水との反応性試験」により危険性が判定される。1から5は反応試験を要さない。1～4の指定数量は10Kg、黄りんは20Kgである。
- 水との接触により自然発火するものはランク(1)第一種自然発火性物質及び禁水性物質に該当し、指定数量は10Kg。
- 発生するガスが接炎時に着火する場合はランク(2)
- 自然発火せず、発生ガスが着火しないものの、試料1Kgあたりのガス発生量が200l以上かつ可燃性成分を有する場合はランク(3)
- ランク(1)は第一種自然発火性物質及び禁水性物質に該当し、指定数量は10Kg。
- ランク(2)は自然発火性試験で発火が見られる場合は第一種、それ以外は第二種自然発火性物質及び禁水性物質（指定数量50Kg）に該当する。
- ランク(3)は自然発火性試験で発火が見られる場合は第一種、液体で、発火しないが濾紙を焦がす場合は第二種、発火性が見られない場合は第三種自然発火性物質及び禁水性物質（指定数量300Kg）に該当する。

第3類危険物の禁水性物品および第1類危険物のうちアルカリ金属過酸化物を貯蔵もしくは取り扱う場所については、幅0.3m以上・長さ0.6m以上で青地に白文字で「禁水」と記した掲示板を掲げる必要がある
禁水性物質に対応する英単語に"water reactive substances"がある。国際連合危険物輸送勧告では"substances which in contact with water emit flammable gases"と定義し、分類4.3に区分している。